# Менении
Менениите (на латински: Menenii) са патриции gens в Древен Рим от 6 и 4 век пр.н.е. с когномен Ланат (Lanatus).
Мъжкото име им e Менений (Menenius).
- Гай Менений Ланат, баща на консула от 503 пр.н.е.
- Агрипа Менений Ланат, консул 503 пр.н.e.; 494 пр.н.e. успех при съсловните разногласия на Mons Sacer
  - Тит Менений Агрипа Ланат, консул 477 пр.н.е.
    - Тит Менений Агрипа Ланат, консул 452 пр.н.е.
    - Луций Менений Агрипа Ланат, консул 440 пр.н.е.
      - Агрипа Менений Ланат, консул 439 пр.н.е., консулски военен трибун 419 и 417 пр.н.е.
- Лицин Менений Ланат, консулски военен трибун 387, 380, 378 и 376 пр.н.е.